# Ambros Becziczka

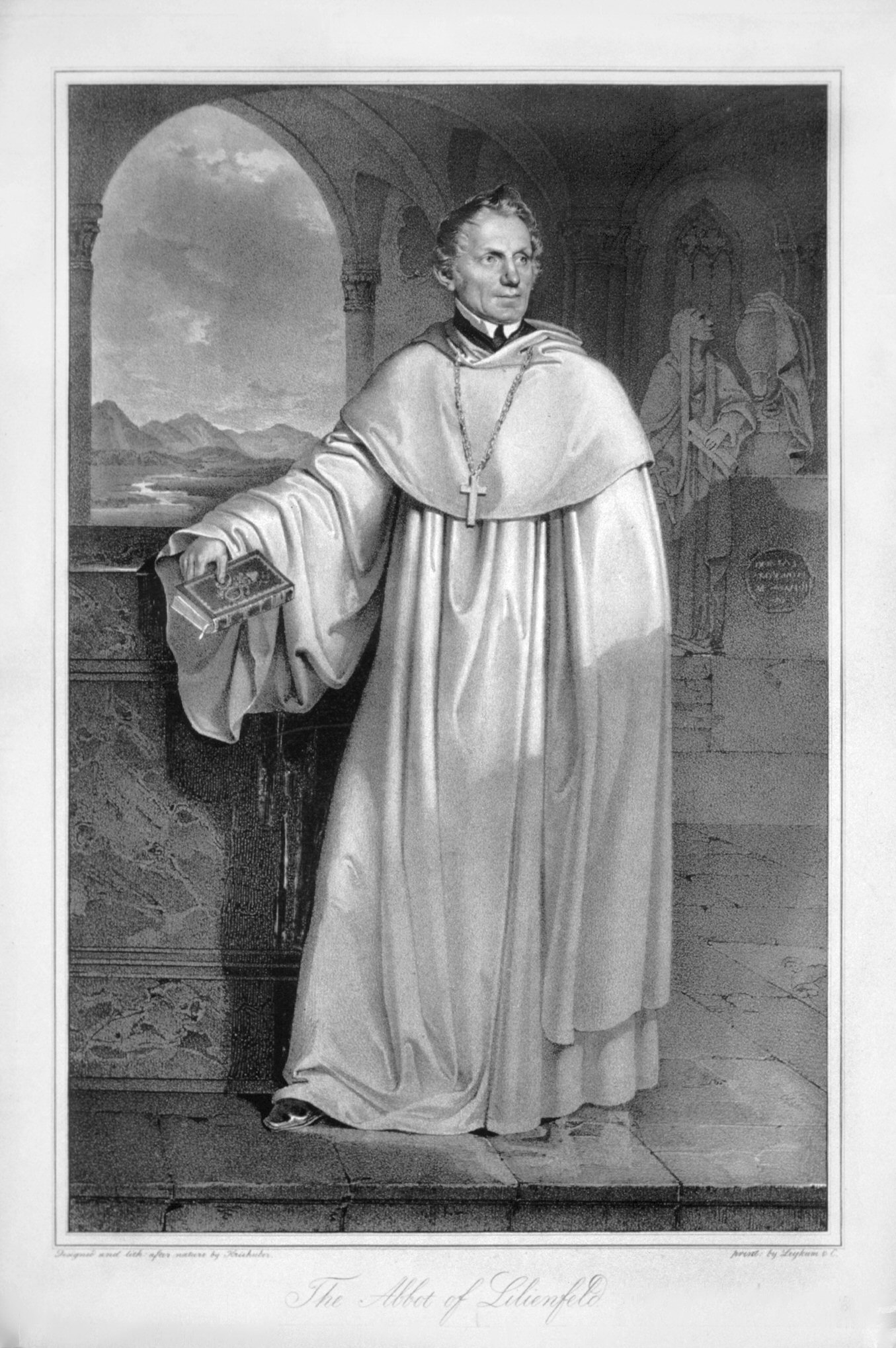
Abt Ambros Becziczka (Lithographie von Josef Kriehuber)

Ambros Becziczka OCist (* 27. November 1780 in Holitz; † 23. Dezember 1861 in Lilienfeld) war Zisterzienser und von 1825 bis 1861 der 58. Abt des Zisterzienserstiftes Lilienfeld.

## Leben

### Zeit bis zur Abtweihe
Als Sohn eines Hutmachers geboren und auf den Namen Anton getauft kam er durch seinen Onkel, den Lilienfelder Subprior Robert Kořiczek, als Sängerknabe ins Stift Lilienfeld. Er besuchte das Stiftsgymnasium, trat am 27. September 1799 in das Noviziat des Stiftes Lilienfeld ein und nahm den Ordensnamen Ambros an. Am 1. November 1802 legte er die Ordensgelübde ab und studierte Theologie in Lilienfeld und Heiligenkreuz. Am 23. September 1804 empfing er in Wien die Priesterweihe.
Anschließend war er 1804 Kooperator in Lilienfeld, 1806 in Annaberg und von 1807 bis 1816 in Türnitz. 1810 war er zusätzlich für einige Monate als Militärgeistlicher tätig. Von 1816 bis 1817 war er Pfarrvikar in Josefsberg, zudem Kellermeister, Bibliothekar und 1821 neuerlich Pfarrvikar in Annaberg.
Am 6. Juli 1825 wurde er unter dem Vorsitz von Bischof Joseph Chrysostomus Pauer von St. Pölten zum Abt gewählt und am 24. Juli in St. Pölten benediziert.

### Tätigkeit als Abt
Bald nach seiner Wahl erließ Abt Ambros neue Ordnungen für Beamte und Offizialen. Nach den Brandschäden von 1810 an den mittelalterlichen Bauteilen, die zwar von Abt Johann Ladislaus Pyrker bereits beseitigt wurden, waren um 1833 Restaurierungen des Kapitelsaales, des Cellariums und der Kirche erforderlich, denen 1836 die Restaurierung der Josefikapelle folgte.
Ambros Becziczka leitete die Erweiterung der Bildergalerie in die Wege, ließ 1826 einen botanischen Garten mit exotischen Pflanzen, den sogenannten Stiftspark, anlegen. Dazu importierte er exotische Pflanzen und Bäume, wie die damals noch seltene Art Ginkgo. Er verkaufte 1843 wegen Unrentabilität die Glasfabrik am Gstettenhof in Türnitz und sorgte 1837 beziehungsweise 1844 für den Kauf und den Umbau zweier Häuser in Wien.
Er setzte sich 1828 bis 1832 für die Erstellung einer verbesserten Einrichtung am Institutum Theologicum in Heiligenkreuz zur Ausbildung der Ordenspriester ein und veranlasste 1831 die Umwandlung des Lilienfelder Sängerknabeninstituts in ein Untergymnasium mit Öffentlichkeitsrecht.
Ein besonderes Anliegen war ihm der Ausbau des Straßenzuges über Annaberg nach Mariazell, für den er sich besonders einsetzte.
1848 brachte die Auflösung der Untertänigkeit und des bis dahin zwischen Grundherrschaft und Bauern geteilten Eigentums, die so genannte Grundablöse, eine wesentliche Veränderung in der Stiftsverwaltung, weil aus der Herrschaft Lilienfeld die Gerichtsbezirke Hainfeld, Lilienfeld, Türnitz und St. Pölten entstanden. Aus dieser Umstrukturierung ergaben sich ungebührliche Rechts- und Grundforderungen ehemaliger herrschaftszugehöriger Bauern, die den Abt so sehr enttäuschten, dass er den Kontakt zur Bevölkerung zunehmend vermied.
Anlässlich des Versuches einer Ordensreform 1848 unter dem Apostolischen Delegaten Erzbischof Kardinal Schwarzenberg von Prag wurde Lilienfeld wegen seines guten Besitzstandes und seiner zentralen Lage als Musterkloster vorgeschlagen. Abt und Konvent widersetzten sich jedoch der Reformidee und der Abt begründete die Ablehnung mit der Feststellung, dass die bisherige Lebensweise überall Anerkennung gefunden habe. Die Reformkommission werde am Zeitgeist scheitern müssen, wenn sie nicht in der Lage sei, dem Ganzen einen neuen Geist einzuflößen. Damit sollte Ambros Becziczka recht behalten.
Auch sonst fiel es Abt Ambros schwer, die neue Zeit nach 1848 zu verstehen. Nach einem Schlaganfall verstarb er schließlich einen Tag vor dem Heiligen Abend des Jahres 1861 und wurde drei Tage später auf dem Ortsfriedhof Lilienfeld bestattet.

## Veröffentlichungen
- Historische und topographische Darstellung von Lilienfeld und seiner Umgegend. In: Historische und topographische Darstellung der Pfarren, Stifte, Klöster…Diözese St. Pölten. Wien 1825, online – Internet Archive
- Historische und topographische Darstellung von der Stadt Salzburg mit der ausführlichen Geschichte des Benediktiner-Stiftes zu St. Peter in Salzburg. In: Kirchliche Topographie von Österreich, 3. Abteilung, Wien 1829.
- Über die Natur und den Zustand der Ökonomie in dem Bezirke von Lilienfeld. In: Verhandlungen der k. k. Landwirtschafts-Gesellschaft, 1829

## Auszeichnungen und Mitgliedschaften
- Kaiserlicher Rat
- Mitglied der Landwirtschaftsgesellschaft
- Mitglied der Zoologisch-Botanischen Gesellschaft
- Ritter des Leopold-Ordens (1847)